# Royal Antwerpen (Hockeyverein)
Der Royal Antwerp Hockey Club, im deutschsprachigen Raum bekannt unter der Bezeichnung Royal Antwerpen, ist ein Hockey-Verein aus der belgischen Hafenstadt Antwerpen. Der Club verfügt auf seinem in St. Job in 't Goor im Osten von Antwerpen gelegenen Gelände seit 2003 über einen wassergesprengten Kunstrasenplatz, daneben befindet sich noch ein sandverfüllter Kunstrasen. Mit sechs Herren- und vier Damenmannschaften, sowie zahlreichen Jugendteams gehört Royal Antwerp zu den größeren belgischen Clubs, wobei sowohl die 1. Herren als auch die 1. Damen in der höchsten nationalen Liga, der Eredivisie, spielen.

## Geschichte
| Europapokalbilanz Herren Feld |                    |        |       |          |
| Jahr                          | Wettbewerb         | Niveau | Platz | Ort      |
| 2008                          | Euro Hockey League | 1      | 12,5  | Terrassa |

Gegründet 1923, schloss sich der Antwerp Hockey Club (AHC) 1924 offiziell dem Hockeyverband an und nahm in der Saison 1924/25 erstmals an dessen Spielbetrieb teil. Im folgenden Jahr stieg der Club erstmals in die erste Liga auf und konnte auch eine Damenmannschaft stellen. 1929 gelang der abermalige Aufstieg in die erste Liga, der man bis 1946 ununterbrochen angehörte. 1954 erfolgte der dritte Aufstieg ins Oberhaus, diesmal ohne Niederlage, und in Deurne wurde neben dem Bosuilstadion eine neue sportliche Heimat gefunden. Von 1953 bis 1965 wurden die Damen ununterbrochen belgischer Meister, wobei sie in 89 Partien hintereinander ungeschlagen blieben.
1974 wurde dem Klub zum 50-jährigen Bestehen der Titel Royal verliehen.
1988 konnte in Sint Job in ‘t Goor ein Kunstrasenplatz errichtet werden, nachdem ein solches Unterfangen in Deurne nicht realisierbar war. Zu dieser Zeit pendelte die Herrenmannschaft zwischen der ersten und zweiten Liga. 2002 wurde ein zweiter Kunstrasen gebaut. Der Verein war 2005 der mitgliederstärkste in Belgien. 2006 konnten die Damen zunächst den belgischen Pokal gewinnen und ein Jahr später, erstmals seit den 1960er-Jahren, wurden sie auch wieder Meister, was den Herren in diesem Jahr zum allerersten Mal gelang.
Der RAHC war im November 2007 Ausrichter einer Vorrunde der neu eingeführten Euro Hockey League und qualifizierte sich dabei für das Achtelfinale, wo man dem englischen Vertreter Loughborough Students 0:2 unterlag.